# Primærrute 53
De Primærrute 53 is een hoofdweg in Denemarken. De weg loopt van Hillerød via Frederikssund naar Kirke Sonnerup, bij Holbæk. De Primærrute 53 loopt over het eiland Seeland en is ongeveer 45 kilometer lang.